# Autorità (romanzo)
Autorità (Authority) è un romanzo di fantascienza del 2014 dello scrittore statunitense Jeff VanderMeer, il secondo della serie “Trilogia dell'Area X” (in originale, Southern Reach Trilogy), ambientata in una zona segreta e disabitata del continente americano in cui avvengono fatti all'apparenza inspiegabili.
Diversamente dal primo volume, interamente ambientato all'interno dell'Area X, il secondo si concentra sulla sede dell'agenzia Southern Reach:
(Jeff VanderMeer)

## Trama
Il nuovo direttore John Rodriguez, che si fa chiamare Controllo, viene a assumere le sue funzioni all'agenzia Southern Reach. La precedente direttrice si era recata in incognito all'interno dell'Area X come psicologa aggregata alla spedizione X.12.a, primo della dodicesima serie di tentativi d'esplorazione dell'anomalia spaziotemporale. Le altre tre donne della spedizione sono “tornate” all'esterno del confine, materializzandosi nei pressi di casa, anche se sembrano notevolmente cambiate di carattere; della psicologa/direttrice invece nessuna traccia. Controllo viene accolto di malavoglia dalla vicedirettrice Grace, che non perde occasione per osteggiarlo.  La donna deplora che tra le superstiti lui concentri la propria attenzione sull'interrogatorio della sola biologa, la quale pretende ora di essere chiamata Uccello Fantasma e afferma, inoltre, di non essere la vera biologa.
Poco alla volta, Controllo viene aggiornato sulla situazione; è particolarmente colpito dall'esperimento di migliaia di conigli bianchi rilasciati in prossimità del confine dell'Area X, quelli che lo oltrepassavano scomparivano improvvisamente, gli altri cercavano disperati di allontanarsi come se percepissero qualcosa. Nell'ufficio della precedente direttrice, Controllo trova trascritta sul muro la frase “vivente” che è stata rinvenuta all'interno dalla torre, un'inspiegabile struttura presente nell'Area: alcune spedizioni vi incappano e altre no. Al suo interno una specie di fungo compone le parole di una lunghissima frase simile a un sermone religioso.
In breve Controllo sospetta di trovarsi in stato di ipnosi, come i membri delle spedizioni quando vengono inviati nell'Area X, e spezza il condizionamento nella speranza di procedere più speditamente nel lavoro. In questo modo però si aliena i superiori alla Centrale. Controllo ha ottenuto questo incarico su insistenza di sua madre, Severance, che da lungo tempo lavora per agenzie di controspionaggio federali.  Sospettando che egli si sia affezionato emotivamente a Uccello Fantasma, la Centrale lo fa trasferire.
Nel frattempo Controllo ha scoperto che la precedente direttrice, scomparsa durante la spedizione X.12.a, in precedenza viveva in quella che sarebbe divenuta l'Area X, e la riconosce in una foto da ragazzina insieme al guardiano del faro; è chiaro che la direttrice/psicologa è strettamente implicata nella natura dell'anomalia. Improvvisamente qualcuno che somiglia alla direttrice, una replica o forse davvero lei, esce dall'Area provocando l'estendersi dei suoi confini fino a inglobare la sede della Southern Reach.
Controllo fugge, e appena scopre che anche Uccello Fantasma si è sottratta alla sorveglianza, la raggiunge a Rock Cove, una zona disabitata lungo la costa dove la vera biologa ha vissuto uno dei periodi migliori della propria vita. Uccello Fantasma ha scoperto lungo questo tratto di mare un altro accesso all'Area X. I due vi penetrano uno dopo l'altra.

## Edizioni
- Jeff VanderMeer, Autorità, traduzione di Cristiana Mennella, collana Supercoralli, Einaudi, 2015,  p. 286, ISBN 978-88-06-21829-4.